# Hollacombe (Mid Devon)
Hollacombe is een gehucht in het bestuurlijke gebied Mid Devon, in het Engelse graafschap Devon. Het maakt deel van de civil parish Crediton Hamlets. Het Hollacombe House, een groot boerenhuis uit de 16e of 17e eeuw, staat op de Britse monumentenlijst.